# جائزة إيطاليا الكبرى 1935
جائزة أيطاليا الكبرى 1935 (بالإنجليزية: 1935 Italian Grand Prix)‏ هو سباق فورمولا 1 أقيم بتاريخ 8 سبتمبر 1935 في حلبة مونزا، إيطاليا. كان الرابع من أصل 5 في بطولة العالم لسباقات الفورمولا واحد موسم 1935.